# Gedenkmedaille um die Feldzüge in Afrika

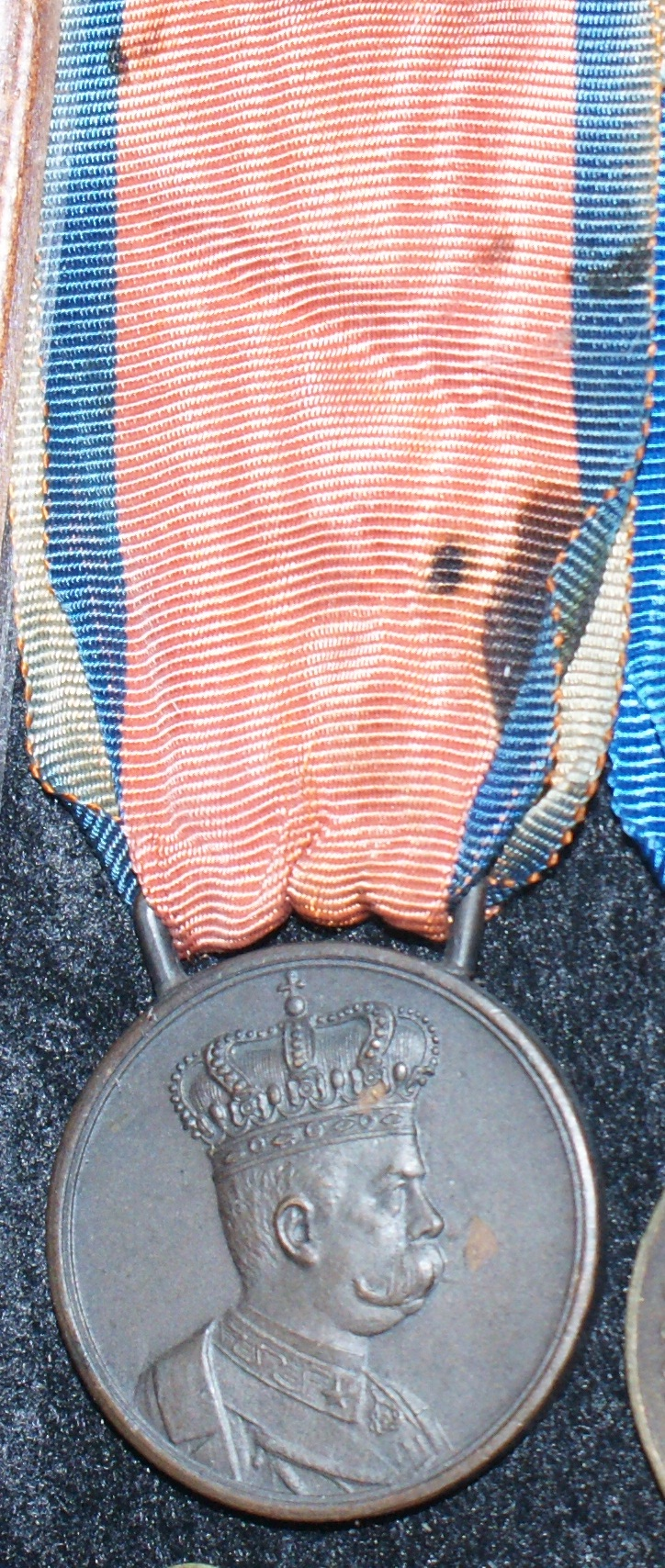
Avers der Medaille mit dem Abbild Umberto I

Die Gedenkmedaille um die Feldzüge in Afrika (it. Medaglia commemorativa delle campagne d'Africa) war eine Auszeichnung des Königreiches Italien, welche am 3. November 1894 per Dekret 463/94 durch König Umberto I. in einer Stufe gestiftet wurde. Die Verleihung konnte an alle Angehörigen der italienischen Streitkräfte erfolgen, die im Kampfe um Italienisch-Eritrea und Italienisch-Somaliland gestanden hatten. Die gleiche Medaille wurde, im veränderten Aussehen, auch von König Viktor Emanuel III. anfangs auch für den Italienisch-Äthiopischen Krieg verliehen, bis am 27. April 1936 dafür eigens eine eigene Medaille, die Gedenkmedaille um die Feldzüge in Ostafrika, gestiftet wurde.

## Aussehen und Trageweise
Die bronzene Medaille mit einem Durchmesser von 31 mm zeigt auf ihrem Avers die nach links  blickende Büste des Stifters in vollem Ornat. Das Revers zeigt bei Modellen bis 1895 die Inschrift campagne d'Africa (Afrikanische Feldzüge), ab 1896 dann die Inschrift Partecipato alla campagna 1895–96 (Teilgenommen am Feldzug 1895–96) innerhalb zweier Lorbeerzweige. Ab 1900 wurde die Medaille mit der Kopfbüste des Königs Vittorio verliehen, die auf dem Avers zu sehen war.
Getragen wurde die Medaille an der linken oberen Brustseite des Beliehenen an einem roten Band mit blauem Saum.